# Sítio do Picapau Amarelo (série animada)
Sítio do Picapau Amarelo é uma série de animação brasileira produzida pela Rede Globo e pela produtora Mixer, baseada na série de livros homônima de Monteiro Lobato. Foi exibida pela primeira vez em 7 de janeiro de 2012 e cada episódio foi realizado tanto a partir dos livros de Monteiro Lobato quanto de roteiros originais.
Antes de seu lançamento, também foi lançada pela Globo.com a comunidade virtual Mundo do Sítio, que apresentava ao público a nova encarnação dos personagens. A série também passou a ser exibida pelo Cartoon Network a partir de 15 de abril de 2012. Também foi exibido no canal mundial Boomerang, em 2015 após H2O: Just Add Water. A partir de 2016 foi exibido aos sábados no período da manhã e no período da noite às 22h. Estreou em 06 de julho de 2013 na TV Globo Internacional.
Em 2024, o +SBT lançou mais um live action de Sítio do Picapau Amarelo, desta vez com o nome de O Picapau Amarelo.

## Produção
A série começou a ser produzida em outubro de 2010 pela Rede Globo e Mixer. É a segunda série de animação produzida pela Mixer depois Escola pra Cachorro.  O design dos personagens foi feito por Bruno Okada, que foi escolhido em um concurso promovido pela Globo. A direção é de Humberto Avelar (Juro que Vi), e a animação foi feita pelo estúdio carioca 2DLab na primeira e segunda temporada e a paulistana Split Studio na terceira temporada.
A novo versão do sítio é animada usando a técnica cut-out, a mesma utilizada no desenho animado A Mansão Foster Para Amigos Imaginários. Cada episódio da série levou cinco semanas para ficar pronto.

Emília, Rabicó, Narizinho, Visconde e Pedrinho, no episódio "As Promessas de Rabicó".

Diferente dos livros de Monteiro Lobato, a animação não contém violência, como lutas, tiros ou "cabeças explodindo", mas conta com bastante ação.  Segundo Tiago Mello, diretor executivo da Mixer, "difícil foi transformar histórias de 40 minutos na TV em episódios de 11 minutos, tempo médio da animação"; "Mas deu certo. Os personagens já têm suas versões em animação, e a família de Monteiro Lobato está aprovando as sinopses dos episódios".
Mello ainda explicou que resquícios escravocratas de referência a personagens negros como Tia Nastácia, como os apresentados no livro Caçadas de Pedrinho, não serão apresentados nesta versão.  Outra mudança foi na forma como os personagens utilizam o pó de pirlimpimpim. "No original, eles aspiravam o pó e "viajavam". Na versão dos anos 80, eles jogavam o pó uns sobre os outros." Agora na versão animada, o pó de pirlimpimpim cobre a tela inteira de uma cena e teleporta os personagens para o outro ambiente.
A música de abertura é a mesma cantada por Gilberto Gil para as séries anteriores em live action. Gil teve que cantar a música em um arranjo bem mais acelerado, adaptado ao tom da animação. O orçamento foi de 4 milhões de reais, produzidos por meio da Lei Audiovisual. Sendo que parte do investimento foi realizado pela Globo,  detentora dos direitos de licenciamento da obra de Monteiro Lobato. Outro ponto que incentivou a produção da animação é a possibilidade de ser exibida internacionalmente com dublagem em outras línguas. Os herdeiros de Monteiro Lobato também participaram na atualização dos personagens e na aprovação das sinopses dos episódios.
Em maio de 2012, foi anunciado a produção da segunda temporada da série, com 26 episódios adicionais. E em dezembro de 2013, a Ancine aprovou a captação de mais 5,3 milhões de reais para a produção de outros 26 episódios, correspondentes à terceira temporada.

## Personagens

### Principais
- Emília - Uma boneca de pano falante que pertence a Narizinho. Foi costurada pela Tia Nastácia e ganhou vida após consumir uma pílula do Dr. Caramujo no Reino das Águas Claras. É caracterizada por ter uma boneca tagarela, arrogante, com comportamento excêntrico, as vezes um tanto temperamental, imaturo e impaciente, porém que sempre aprende com seus erros. É a melhor amiga de Pedrinho, Narizinho e Visconde frequentemente os acompanhando nas suas brincadeiras e aventuras, e juntamente de Pedrinho tendem a ser os mais arteiros do sítio. Por vezes ela chega a irritar Narizinho, porém no fundo, mesmo com Narizinho chegando a demonstrar desgosto por ter Emília como sua boneca, ela se importa muito com ela a vendo como sua melhor amiga inseparável. Notavelmente ela implica mais com Visconde e Rabicó, além de parecer a que rivaliza mais com a Cuca. Seu visual é fortemente inspirado na versão das primeiras temporadas de 2001 quando foi interpretada por Isabelle Drummond que tinha cabelos e vestido nas cores vermelho e amarelo.
- Visconde de Sabugosa - Um sábio boneco feito de de sabugo de milho. No livro original "Reinações de Narizinho" o Visconde foi construído por Pedrinho, porém, no episódio "A Pílula do Doutor Caramujo" da série animada, Tia Nastácia disse ter feito ele (que é um pouco parecido como era no Sítio da década de 1970, onde Tia Nastácia também construiu o boneco como um presente para Pedrinho). No desenho a voz do Visconde é feita pelo dublador César Marchetti, que faz a voz do personagem com um forte sotaque de São Paulo, com bastante ênfase nas letras "R" e "L" finais. Uma curiosidade é que este sotaque foi criado originalmente na série em "live action", pelo ator Aramis Trindade, que fez o papel do Visconde durante os anos de 2005 e 2006. Assim também como nas temporadas de 2005 e de 2006, na versão em desenho animado do Sítio, o Visconde respeita, e obedece sem reclamar a tudo o que Emília lhe pede, como acontece no episódio "As Tarefas do Visconde". Porém, a boneca não o trata com violência ou ameaças como fazia em 2005 e 2006 (onde o Visconde além de respeitar muito a boneca, tinha bastante medo dela, quase sempre se referindo a ela como "Marquesa"), ou mesmo em algumas histórias dos livros originais de Monteiro Lobato, onde ela o ameaça de ser "depenado" (arrancar seus braços e pernas). Isso é devido ao fato de que na série em desenho, os "maus comportamentos" da Emília foram amenizados. Alguns podem pensar que o Visconde parece ter uma queda por Emília no desenho, devido ao episódio "O Futuro do Rabicó", onde ele se encolhe e dá risadinhas depois de ganhar um beijo na bochecha pela Emília. Porém essa reação dele está mais próxima de uma reação de afeto e timidez, sendo que o Doutor Caramujo também agiu da mesma forma no episódio "O Mistério do Reino das Águas Claras", depois de ser beijado no rosto pela Narizinho.
- Narizinho e Pedrinho - As crianças que protagonizam as histórias. Os dois são primos, e vivem muitas aventuras no Sítio, junto de Emília e Visconde. De acordo com os livros e as séries com atores, o Pedrinho mora na cidade grande com seus pais, e passa as férias no Sítio da avó. Apesar disso, no desenho nunca foi mostrado o Pedrinho chegando ao Sítio vindo da cidade grande, mas é mostrado apenas que ele está vivendo lá, sob os cuidados de Dona Benta e Tia Nastácia. Já a Narizinho, tanto nos livros quanto nas séries de TV, ela sempre foi mostrada morando no Sítio sem seus pais, o que leva a crer que ela é órfã. No final do último episódio Pedrinho volta para a cidade grande. Na primeira temporada as vozes de Narizinho e Pedrinho foram feitas respectivamente pelos atores, e dubladores mirins, Larissa Manoela e Vini Takahashi, porém na segunda temporada ambos foram substituídos por Luiza Telles Rosa e Pedro Volpato.
- Dona Benta - Avó de Pedrinho e Narizinho, e dona do Sítio do Picapau Amarelo. Ama seus netos e além dos sábios conselhos, adora contar histórias para as crianças antes da 'hora de dormir'. A voz de Dona Benta, na série animada, foi feita pela dubladora e atriz Gessy Fonseca, que por coincidência também havia feito a voz da personagem em uma rádio-novela.
- Tia Nastácia -  A cozinheira do Sítio. Foi ela quem fez a boneca Emília como um presente para Narizinho. Não gosta muito quando as crianças (principalmente a Emília) a atrapalham na cozinha, mas gosta muito deles. Na versão em desenho ela também construiu o Visconde de Sabugosa para Pedrinho.
- Rabicó - Um porco falante que mora no sítio e frequentemente interage com os demais personagens. É arrogante, preguiçoso, comilão, oportunista e ingênuo, algumas vezes acompanha as crianças nas aventuras, embora demonstre preferir apenas querer comer e descansar. Diferente dos outros porcos que moram no chiqueiro do sítio ele é o único que usa roupas como um terno azul (inspirado no seu visual das primeiras temporadas da série de 2001) e uma cartolinha. Ao contrário das versões anteriores ele não é retratado como noivo da Emília e tampouco chamado de marquês, porém no episódio A Marquesa de Rabicó ele brevemente recebe o título de "Marquês de Rabicó" e se passa por noivo da Emília afim de ajudá-la a entrar no baile do Reino das Águas Claras. No entanto ele chega a namorar uma porca-espinho no episódio A Paixão do Rabicó. Em um dos episódios é mostrado que ele tem medo da Tia Nastácia, pois teme que ela possa cozinhá-lo se engordar muito.
- Cuca - A principal vilã da série. Uma bruxa em forma de jacaré fêmea, com uma vasta cabeleira loira. A versão da série animada tem o visual inspirado na Cuca de 2005, sem roupas, com os cabelos bagunçados, e uma barriga amarela listrada. Ela é temida pelos moradores do Sítio de Dona Benta, frequentemente os atazanando e normalmente rivaliza conta as crianças e Emília. Ao contrário das outras séries nesta versão ela é menos malvada, mostrando ser tolerável com os moradores do Sítio algumas vezes, e não sendo vista sequestrando crianças, também não tendo quaisquer menção sobre ela devorar pessoas. Como mencionado no episódio O Aniversário da Cuca ela possui 3.000 anos de idade. No desenho ela é dublada por Alessandra Araújo.

### Recorrentes
- Príncipe Escamado - É o príncipe do Reino das Águas Claras, um garoto com corpo de peixe, amigo de Narizinho. Ele aparece com maior frequência nesta série do que nas adaptações anteriores. É um grande amigo do pessoal do sítio e sempre recebe a visita deles em seu castelo. Ele gosta da Narizinho, embora raramente demonstre isso no desenho. Ele só aparece nas duas primeiras temporadas.
- Dr. Caramujo - É o médico do Reino das Águas Claras e o responsável por fazer Emília ganhar vida com uma pílula mágica. Ele possui uma vasta sabedoria em medicina a ponto de ser capaz de criar vários tipos de pílulas. Sempre fala com um sotaque europeu. Como seu nome sugere ele é um caramujo. Emília sempre o chama de "Dr. Cara de Coruja".
- Capitão dos Couraceiros - É um caranguejo capitão da guarda do Reino das Águas Claras e responsável por colocar ordem no reino. É sempre acompanhado por seus soldados camarões, os Couraceiros. Possui uma grande amizade com Pedrinho e sempre gosta de chamá-lo para encarar novas aventuras.
- Dona Aranha - É uma aranha conhecida como a maior costureira do Reino das Águas Claras que tem habilidade em costurar vestidos. No episódio O Vestido Mais Bonito do Mundo é revelado que quando jovem ela foi vítima de uma maldição de uma fada má que a fez ficar sendo costureira até Emília conseguir quebrar o feitiço sem querer ao dizer que seu último vestido era o mais bonito do mundo, porém ela volta a ser costureira no mesmo episódio. Também é mencionado que ela possui mais de 3.000 anos. A sua maior rival é a Dona Peçonha que procura saber seu segredo para derrotá-la. Ela só aparece nas duas primeiras temporadas.
- Major Agarra - O major do Reino das Águas Claras, que é preguiçoso e está sendo dormindo em serviço. Tem poucas aparições na série, tendo foco maior no episódio "A Fada do Sono" onde aparece como antagonista. Ele nunca é referido pelo nome na série. Só aparece na primeira temporada.
- Saci - O famoso personagem do folclore, um garoto negrinho de uma perna só que adora pregar peças e é amigo do Pedrinho. Ele é introduzido na 2.ª temporada. Frequentemente anda em redemoinhos e é facilmente controlado se alguém tomar posse de sua carapuça, ao contrário das outras versões ele não fuma cachimbo. Mora na floresta junto de seus outros amigos Sacis. Assim como a Cuca, algumas vezes ele age como antagonista embora não seja realmente mau. Em um dos episódios é revelado que ele age como um protetor da floresta protegendo a flor da samambaia.
- Tio Barnabé - É o velho roceiro do sítio que trabalha nas plantações da fazenda e alguns outros serviços. Sabe muita coisa sobre lendas, principalmente sobre os sacis e como pegar eles. Mostra uma boa amizade com Tia Nastácia. Assim como o Saci ele também é introduzido na 2.ª temporada embora já tenha sido mencionado antes disso na 1.ª como mostrado nos episódios "A Fuga da Emília" e "Uma Boneca sem Paciência".
- Seu Elias - O dono da venda da qual Emília e os outros moradores do sítio sempre vão comprar algo. Normalmente é só mencionado e nunca aparece (com exceção de umas aparições rápidas, de costas e sem falas no episódio O Tratamento de Beleza da Cuca).
- Namorado da Cuca - É um jacaré macho com um visual greaser de topete preto e jaqueta que aparece primeiramente no episódio O Tratamento de Beleza da Cuca. A princípio ele é introduzido como o novo namorado da Cuca, porém reaparece no episódio O Casamento da Cuca onde se torna noivo da Cuca, sendo revelado também possuir poderes. Seu nome nunca foi revelado, Cuca apenas o chama carinhosamente de "monstrenguinho".
- Dona Peçonha - Uma aranha má que mora numa caverna no Reino das Águas Claras é uma rival de longa data da Dona Aranha, que busca uma forma de poder arruiná-la. Aparece como vilã no episódio O Segredo da Emília querendo forçar Emília a contar o segredo da Dona Aranha até no final ser revelado que ela também tinha um segredo escondido. Reaparece no episódio O Show de Horror onde aparece competindo contra Cuca e a Fada Mestra. Sua última aparição é em A Gincana da Emília sendo retratada como boa em vez de má.
- Fada Mestra - Uma velha fada que é responsável por dar aula para as fadas ensinando-as a como usarem suas varinhas de condão. Aparece primeiro no episódio A Varinha de Condão onde é professora de Emília após ela arranjar uma varinha. Depois disso ela reaparece no episódio A Fonte de Pirlimpimpim onde juntamente de suas alunas ajuda as crianças a recuperarem a magia do pó de pirlimpimpim. Ela reaparece no episódio "O Show de Horror" onde aparece competindo contra Cuca e a Dona Peçonha. Sua última aparição é no episódio A Gincana da Emília.
- Quindim - É um rinoceronte doce e gentil amigo do pessoal do sítio. Ele é introduzido na terceira temporada, originalmente trabalhando para um circo cujo dono o maltratava e tentava forçá-lo a agir de forma agressiva, até ser salvo por Emília desde então passando a morar no Sítio do Picapau Amarelo.
- Mãe de Pedrinho - Ela apareceu no final do último episódio levando Pedrinho de volta para a cidade grande.

## Vozes
As gravações de voz do desenho foram realizadas em São Paulo, pelo estúdio Ultrassom, com direção de voz e de casting de Melissa Garcia e junto de Hugo Picchi, na terceira temporada. O processo de gravação das vozes é chamado de voz original, e não de dublagem, pois foi todo feito antes da animação, servindo de base para a produção do desenho animado. Gessy Fonseca, a voz de Dona Benta, já atuou no papel da personagem em um programa de rádio de 1943, chegando a conhecer Monteiro Lobato.

### Elenco de vozes
| Personagem              | Temporada            | Temporada                 | Temporada                 |
| Personagem              | 1.ª Temporada (2012) | 2.ª Temporada (2013-2014) | 3.ª Temporada (2015-2016) |
| ----------------------- | -------------------- | ------------------------- | ------------------------- |
| Emília                  | Isabella Guarnieri   | Isabella Guarnieri        | Isabella Guarnieri        |
| Visconde                | César Marchetti      | César Marchetti           | César Marchetti           |
| Narizinho               | Larissa Manoela      | Luiza Telles Rosa         | Luiza Telles Rosa         |
| Pedrinho                | Vyni Takahashi       | Pedro Volpato             | Renato Calvacanti         |
| Dona Benta              | Gessy Fonseca        | Gessy Fonseca             | Gessy Fonseca             |
| Tia Nastácia            | Patrícia Scalvi      | Patrícia Scalvi           | Patrícia Pichamone        |
| Rabicó                  | Hugo Picchi Neto     | Hugo Picchi Neto          | Hugo Picchi Neto          |
| Cuca                    | Alessandra Araújo    | Alessandra Araújo         | Alessandra Araújo         |
| Príncipe Escamado       | Daniel Figueira      | Matheus Moreira           | Matheus Moreira           |
| Doutor Caramujo         | Hugo Picchi Neto     | Hugo Picchi Neto          | Hugo Picchi Neto          |
| Capitão dos Couraceiros | Nestor Chiesse       | Nestor Chiesse            | Nestor Chiesse            |
| Dona Aranha             | Zaíra Zordan         | Zaíra Zordan              | Zaíra Zordan              |
| Saci                    |                      | Fernanda Bock             | Fernanda Bock             |
| Tio Barnabé             |                      | César Marchetti           | César Marchetti           |
| Quindim                 |                      |                           | César Marchetti           |

## Mundo do Sítio
A Editora Globo e a Globo Marcas mantiveram entre os anos de 2011 e 2015 a comunidade virtual "Mundo do Sítio", com jogos e atividades educativas voltadas para crianças de 5 a 10 anos. Considerada a primeira rede social infantil do Brasil, o site apresentava mais de 20 atividades, sendo parte disponível mediante assinatura. O design dos personagens apresentado no Mundo do Sítio (e em peças derivadas de merchandising) era o conceito original realizado por Bruno Okada, o qual passou por leves modificações para a série animada.

## Exibição Internacional
| País       | Canal              | Título                        | Estreia                                      |
| ---------- | ------------------ | ----------------------------- | -------------------------------------------- |
| Brasil     | Cartoon Network    | Sítio do Picapau Amarelo      | 15 de abril de 2012                          |
| Brasil     | Tooncast           | Sítio do Picapau Amarelo      | 4 de novembro de 2013                        |
| Brasil     | Rede Globo         | Sítio do Picapau Amarelo      | 7 de janeiro de 2012                         |
| Portugal   | Globo Premium      | Sítio do Picapau Amarelo      | 21 de outubro de 2012                        |
| Argentina  | Tooncast Boomerang | El Rancho del Pájaro Amarillo | 4 de novembro de 2013 1 de fevereiro de 2014 |
| Bolívia    | Tooncast Boomerang | El Rancho del Pájaro Amarillo | 4 de novembro de 2013 1 de fevereiro de 2014 |
| Chile      | Tooncast Boomerang | El Rancho del Pájaro Amarillo | 4 de novembro de 2013 1 de fevereiro de 2014 |
| Colômbia   | Tooncast Boomerang | El Rancho del Pájaro Amarillo | 4 de novembro de 2013 1 de fevereiro de 2014 |
| Costa Rica | Tooncast Boomerang | El Rancho del Pájaro Amarillo | 4 de novembro de 2013 1 de fevereiro de 2014 |
| Equador    | Tooncast Boomerang | El Rancho del Pájaro Amarillo | 4 de novembro de 2013 1 de fevereiro de 2014 |
| Guatemala  | Tooncast Boomerang | El Rancho del Pájaro Amarillo | 4 de novembro de 2013 1 de fevereiro de 2014 |
| Honduras   | Tooncast Boomerang | El Rancho del Pájaro Amarillo | 4 de novembro de 2013 1 de fevereiro de 2014 |
| México     | Tooncast Boomerang | El Rancho del Pájaro Amarillo | 4 de novembro de 2013 1 de fevereiro de 2014 |
| Panamá     | Tooncast Boomerang | El Rancho del Pájaro Amarillo | 4 de novembro de 2013 1 de fevereiro de 2014 |
| Paraguai   | Tooncast Boomerang | El Rancho del Pájaro Amarillo | 4 de novembro de 2013 1 de fevereiro de 2014 |
| Peru       | Tooncast Boomerang | El Rancho del Pájaro Amarillo | 4 de novembro de 2013 1 de fevereiro de 2014 |
| Uruguai    | Tooncast Boomerang | El Rancho del Pájaro Amarillo | 4 de novembro de 2013 1 de fevereiro de 2014 |
| Venezuela  | Tooncast Boomerang | El Rancho del Pájaro Amarillo | 4 de novembro de 2013 1 de fevereiro de 2014 |

## Recepção
A série teve ótima recepção entre o público e fãs de Monteiro Lobato, embora críticas pontuais questionem o tom excessivamente infantil e reformulacão em relação às séries anteriores. No Cartoon Network, o título chegou a figurar entre os 10 programas mais vistos no canal, ao lado de Hora de Aventura, Apenas um Show, O Incrível Mundo de Gumball e Turma da Mônica. Além disso, sua exibição em outros países da América Latina permitiu ser premiada no Chile como a melhor série animada latino-americana, no Festival Internacional de Animação Chilemonos de 2014.